# Thủ tướng Ấn Độ
Thủ tướng Ấn Độ (Bhārata kē/kī pradhānamaṁtrī) là người đứng đầu chính phủ của Ấn Độ. Thủ tướng và Hội đồng Bộ trưởng thực hiện quyền hành pháp tuy tổng thống Ấn Độ trên danh nghĩa nắm quyền hành pháp. Thủ tướng phải là thành viên một trong hai viện Quốc hội Ấn Độ và chịu trách nhiệm trước Viện Nhân dân về công tác của chính phủ.
Thủ tướng do tổng thống bổ nhiệm với sự tín nhiệm của Viện Nhân dân. Thủ tướng có thể là thành viên của Viện Nhân dân hoặc Viện Liên bang. Thủ tướng kiểm soát việc bổ nhiệm, miễn nhiệm các thành viên Hội đồng Bộ trưởng Liên bang và phân công nhiệm vụ cho các thành viên chính phủ.
Jawaharlal Nehru là thủ tướng đầu tiên của Ấn Độ và thủ tướng cầm quyền lâu nhất với nhiệm kỳ 16 năm 286 ngày. Tiếp theo là Thủ tướng Lal Bahadur Shastri với nhiệm kỳ 2 năm và Thủ tướng Indira Gandhi với tổng nhiệm kỳ 15 năm, cả hai đều là chính trị gia thuộc Đảng Quốc đại Ấn Độ. Sau vụ ám sát Indira Gandhi, con trai bà là Rajiv Gandhi lên nắm quyền cho đến năm 1989, khi Ấn Độ trải qua một thập kỷ với 5 chính phủ. Tiếp theo là các thủ tướng P. V. Narasimha Rao, Atal Bihari Vajpayee, Manmohan Singh và Narendra Modi. Modi là thủ tướng đương nhiệm, giữ chức vụ từ ngày 26 tháng 5 năm 2014.

## Lịch sử
Trong chế độ đại nghị của Ấn Độ, thủ tướng là người đứng đầu chính phủ, trong khi tổng thống là nguyên thủ quốc gia nghi lễ. Tổng thống phải hành động trong hầu hết các trường hợp theo đề nghị của thủ tướng.

### 1947–1984
Kể từ năm 1947, Ấn Độ đã có 14 thủ tướng. Trong những thập kỷ đầu sau độc lập,Đảng Quốc đại Ấn Độ gần như thống trị nền chính trị của Ấn Độ. Jawaharlal Nehru là thủ tướng đầu tiên của Ấn Độ, tuyên thệ nhậm chức vào ngày 15 tháng 8 năm 1947. Nehru giữ chức thủ tướng trong 17 năm và được tái cử trong bốn cuộc tổng tuyển cử. Ông qua đời vào tháng 5 năm 1964. Sau khi Nehru qua đời, Lal Bahadur Shastri, cựu bộ trưởng nội vụ và một lãnh đạo Đảng Quốc đại Ấn Độ, trở thành thủ tướng. Trong nhiệm kỳ của Shastri, Chiến tranh Ấn Độ-Pakistan nổ ra vào năm 1965. Shashtri qua đời vì một cơn đau tim tại Tashkent sau khi ký Tuyên bố Tashkent.
Indira Gandhi, con gái của Nehru, được bầu làm nữ thủ tướng đầu tiên của Ấn Độ. Trong nhiệm kỳ đầu tiên của bà, Indira đã quốc hữu hóa ngân hàng, chấm dứt việc trao các khoản trợ cấp và chức vụ cho các gia đình hoàng gia tại những bang từng là phiên vương quốc của Ấn Độ thuộc Anh. Ngoài ra, Indira lãnh đạo Ấn Độ trong Chiến tranh Ấn Độ-Pakistan năm 1971, can thiệp vào Chiến tranh giải phóng Bangladesh, chứng kiến việc Sikkim gia nhập Ấn Độ thông qua cuộc trưng cầu ý dân năm 1975 và tổ chức vụ thử vũ khí hạt nhân đầu tiên của Ấn Độ tại Pokhran. Năm 1975, Tổng thống Fakhruddin Ali Ahmed ban bố tình trạng khẩn cấp theo đề nghị của Indira, trao cho chính phủ quyền ban hành sắc lệnh, dẫn tới các hành vi vi phạm nhân quyền.
Dưới sức ép của các cuộc biểu tình trên cả nước, chính phủ bãi bỏ tình trạng khẩn cấp vào năm 1977 và tổ chức tổng tuyển cử. Tất cả các đảng đối lập liên minh với nhau chống lại Đảng Quốc đại Ấn Độ dưới sự lãnh đạo của Đảng Nhân dân và thắng cử. Morarji Desai, cựu phó thủ tướng, trở thành thủ tướng đầu tiên của Ấn Độ không phải là thành viên Đảng Quốc đại Ấn Độ. Chính phủ Desai gồm các đảng phái đối lập nhau, dẫn tới tình trạng chia rẽ nội bộ, mất đoàn kết. Ngày 28 tháng 7 năm 1979, Morarji nộp đơn từ chức lên tổng thống. Sau đó, Charan Singh, một phó thủ tướng trong nội các Desai, giành được sự tín nhiệm của Viện Nhân dân với sự ủng hộ có điều kiện của Đảng Quốc đại Ấn Độ và trở thành thủ tướng. Tuy nhiên, ông phải từ chức sau năm tháng do Đảng Quốc đại Ấn Độ rút lại sự ủng hộ ngay sau đó, trở thành thủ tướng có nhiệm kỳ ngắn nhất trong lịch sử Ấn Độ.
Trong cuộc tổng tuyển cử năm 1980, Đảng Quốc đại ấn Độ trở lại nắm quyền với đa số ghế trong Viện Nhân dân. Indira Gandhi được bầu làm thủ tướng lần thứ hai. Trong nhiệm kỳ thứ hai của bà, Lục quân Ấn Độ tiến hành Chiến dịch Ngôi sao xanh bên trong Đền Vàng, địa điểm linh thiêng nhất của Sikh giáo, khiến hàng nghìn người chết. Ngày 31 tháng 10 năm 1984, Gandhi bị hai vệ sĩ của bà là Satwant Singh và Beant Singh bắn chết trong khu vườn của bà tại số 1 Đường Safdarjung, New Delhi.

### 1984–1999
Rajiv Gandhi, con trai cả 40 tuổi của Indira, tuyên thệ nhậm chức thủ tướng vào tối cùng ngày, trở thành thủ tướng trẻ nhất của Ấn Độ và ngay lập tức tổ chức tổng tuyển cử. Trong cuộc tổng tuyển cử năm 1984, Đảng Quốc đại Ấn Độ giành được 401 trong số 552 ghế tại Viện Nhân dân, số ghế cao nhất mà bất kỳ đảng nào đạt được trong lịch sử Ấn Độ. V. P. Singh, bộ trưởng tài chính, sau đó là bộ trưởng quốc phòng trong nội các Rajiv, tố cáo những sai phạm của chính phủ trong thời gian ông công tác tại Bộ Quốc phòng, về sau trở thành vụ bê bối Bofors. Singh sau đó bị khai trừ khỏi Đảng Quốc đại Ấn Độ và thành lập Đảng Nhân dân cùng với Mặt trận Quốc gia, một liên minh những đảng chống Đảng Quốc đại Ấn Độ.
Trong cuộc tổng tuyển cử năm 1989, Mặt trận Quốc gia lên nắm quyền với sự ủng hộ của Đảng Nhân dân Ấn Độ và Mặt trận Cánh tả. V. P. Singh được bầu làm thủ tướng. Trong nhiệm kỳ chưa đầy một năm, chính phủ Singh chấp nhận các khuyến nghị của Ủy ban Mandal. Nhiệm kỳ của Singh kết thúc sau khi ông ra lệnh bắt giữ đảng viên Đảng Nhân dân Ấn Độ Lal Krishna Advani, khiến cho Đảng Nhân dân Ấn Độ rút lại sự ủng hộ. V. P. Singh bị bỏ phiếu bất tín nhiệm với 146 phiếu thuận, 320 phiếu chống và phải từ chức. Chandra Shekhar cùng với 64 thành viên Quốc hội thành lập Đảng Nhân dân Samajwadi (Rashtriya) và giành được sự tín nhiệm của Viện Nhân dân với sự ủng hộ của Đảng Quốc đại Ấn Độ. Tuy nhiên, Shekhar cũng đoản mệnh như Singh do bị Đảng Quốc đại Ấn Độ rút lại sự ủng hộ.
Sau cuộc tổng tuyển cử năm 1991, P. V. Narasimha Rao thuộc Đảng Quốc đại Ấn Độ thành lập một chính phủ thiểu số, trở thành thủ tướng đầu tiên từ Nam Ấn Độ. Sau khi Liên Xô tan rã, Ấn Độ đứng bên bờ vực vỡ nợ quốc gia, buộc Rao phải thực hiện các bước để tự do hóa nền kinh tế và bổ nhiệm Manmohan Singh, một nhà kinh tế học và cựu thống đốc Ngân hàng Dự trữ Ấn Độ, làm bộ trưởng tài chính, dẫn đến sự tăng trưởng kinh tế chưa từng có ở Ấn Độ. Tuy nhiên, ông cũng phải xử lý hậu quả của vụ phá hủy Nhà thờ Hồi giáo Babur, khiến khoảng 2.000 người thiệt mạng. Rao hoàn thành nhiệm kỳ năm năm, là thủ tướng đầu tiên bên ngoài gia tộc Nehru—Gandhi phục vụ được hết nhiệm kỳ.
Sau khi nhiệm kỳ của Rao kết thúc vào tháng 5 năm 1996, Ấn Độ có bốn thủ tướng trong vòng ba năm: hai nhiệm kỳ của Atal Bihari Vajpayee, một nhiệm kỳ của H. D. Deve Gowda từ ngày 1 tháng 6 năm 1996 đến ngày 21 tháng 4 năm 1997, và một nhiệm kỳ của I. K. Gujral từ ngày 21 tháng 4 năm 1997 đến ngày 19 tháng 3 năm 1998. Sau cuộc tổng tuyển cử năm 1998, Thủ tướng Vajpayee thực hiện một số bước đi cụ thể. Tháng 5 năm 1998, chính phủ tiến hành vụ thử vũ khí hạt nhân Pokhran-II. Ấn Độ bị nhiều nước phương Tây, bao gồm cả Hoa Kỳ, áp đặt lệnh trừng phạt kinh tế nhưng nhờ sự hỗ trợ từ Nga, Pháp, các nước vùng Vịnh và một số quốc gia khác nên những lệnh trừng phạt này không có hiệu quả. Vài tháng sau, Pakistan tiến hành vụ thử vũ khí hạt nhân Chagai-I để đáp trả Ấn Độ. Trước tình hình quan hệ song phương ngày càng xấu đi, chính phủ Ấn Độ và Pakistan ký Tuyên bố Lahore vào tháng 2 năm 1999, cam kết xóa bỏ thù địch, tăng cường thương mại và sử dụng năng lực hạt nhân của mình vì mục đích hòa bình. Tháng 5 năm 1999, Liên minh Tiến bộ Anna Dravida toàn Ấn rút khỏi Liên minh Dân chủ Quốc gia cầm quyền, khiến cho chính phủ Vajpayee bị bỏ phiếu bất tín nhiệm với 269 phiếu thuận, 270 phiếu chống, cùng thời điểm với Chiến tranh Kargil. Trong cuộc tổng tuyển cử năm 1999, Liên minh Dân chủ Quốc gia do Đảng Nhân dân Ấn Độ lãnh đạo và những đảng liên kết giành được 299 trong số 543 ghế tại Viện Nhân dân.

### 2000–hiện tại
Vajpayee tiếp tục chính sách tự do hóa nền kinh tế trong nhiệm kỳ của mình, dẫn đến tăng trưởng kinh tế cao. Chính phủ thực hiện một số dự án để cải thiện cơ sở hạ tầng của Ấn Độ, chẳng hạn như Dự án phát triển đường cao tốc quốc gia và Đề án đường làng của Thủ tướng (IAST: Pradhānamaṃtrī Grāma Saḍaka Yojanā). Năm 2002, các cuộc bạo loạn cộng đồng xảy ra ở bang Gujarat, khiến khoảng 2.000 người thiệt mạng. Vajpayee hết nhiệm kỳ vào tháng 5 năm 2004, là thủ tướng đầu tiên không thuộc Đảng Quốc đại Ấn Độ hoàn thành nhiệm kỳ năm năm.
Trong cuộc tổng tuyển cử năm 2004, Đảng Quốc đại Ấn Độ giành được nhiều ghế nhất nhưng không chiếm đa số. Liên minh Tiến bộ Thống nhất do Đảng Quốc đại Ấn Độ lãnh đạo, với sự ủng hộ của Mặt trận Cánh tả, Đảng Xã hội, Đảng Xã hội Đại chúng và những đảng khác, giành được sự tín nhiệm của Viện Nhân dân và Manmohan Singh được bầu làm thủ tướng, là thủ tướng theo Sikh giáo đầu tiên của Ấn Độ. Trong nhiệm kỳ của ông, Ấn Độ vẫn duy trì được đà phát triển kinh tế đạt được trong nhiệm kỳ của Vajpayee. Quốc hội thông qua Luật Đảm bảo việc làm nông thôn quốc gia 2005 và Luật Quyền tiếp cận thông tin 2005. Ngoài ra, chính phủ tăng cường quan hệ với các quốc gia như Afghanistan, Nga, các quốc gia vùng Vịnh và Hoa Kỳ; Ấn Độ và Hoa Kỳ phê chuẩn Hiệp định hạt nhân dân dụng Ấn Độ-Hoa Kỳ gần cuối nhiệm kỳ đầu tiên của Singh. Cuộc tấn công Mumbai năm 2008 xảy ra trong nhiệm kỳ đầu tiên của Singh. Trong cuộc tổng tuyển cử năm 2009, Liên minh Tiến bộ Thống nhất gia tăng số ghế tại Viện Nhân dân và Singh được tái cử thủ tưởng. Tuy nhiên, nhiệm kỳ thứ hai của Singh bị dính những cáo buộc về bê bối và tham nhũng cấp cao. Singh từ chức vào ngày 17 tháng 5 năm 2014 sau thất bại của Đảng Quốc đại Ấn Độ trong cuộc tổng tuyển cử năm 2014.
Trong cuộc tổng tuyển cử năm 2014, Liên minh Dân chủ Quốc gia do Đảng Nhân dân Ấn Độ lãnh đạo thắng cử tuyệt đối, giành được 336 trong số 543 ghế ở Viện Nhân dân. Đảng Nhân dân Ấn Độ trở thành đảng đầu tiên kể từ năm 1984 giành được đa số tại Viện Nhân dân. Narendra Modi, thủ hiến bang Gujarat, được bổ nhiệm làm thủ tướng, là thủ tướng đầu tiên sinh ra sau khi Ấn Độ giành được độc lập.
Trong cuộc tổng tuyển cử năm 2019, Liên minh Dân chủ Quốc gia giành được 354 ghế tại Viện Nhân dân trong đó 303 ghế là của Đảng Nhân dân Ấn Độ. Narendra Modi được tái cử thủ tướng lần thứ hai.

### Đảng phái của các thủ tướng
| Đảng | Đảng                                | Tổng số lượng thủ tướng | Tổng số năm giữ chức thủ tướng | Thủ tướng                                                                                                 | Liên minh chính trị |
| ---- | ----------------------------------- | ----------------------- | ------------------------------ | --- | --- |
|      | Đảng Quốc đại Ấn Độ                 | 6                       | 54 năm                         | Jawaharlal Nehru, Lal Bahadur Shastri, Indira Gandhi, Rajiv Gandhi, P. V. Narasimha Rao và Manmohan Singh | - Liên minh Tiến bộ Dravida, Đảng Cộng sản Ấn Độ và Đảng Cộng sản Ấn Độ (Marxist) (1969–1971) - Liên minh Tiến bộ Dravida (1971–1976) - Liên minh Tiến bộ Anna Dravida toàn Ấn (1991–1994) - Liên minh Tiến bộ Thống nhất (2004–2014) - Liên minh Bao dung Phát triển Quốc gia Ấn Độ (2023-hiện tại) |
|      | Đảng Nhân dân Ấn Độ                 | 2                       | 16 năm                         | Atal Bihari Vajpayee và Narendra Modi                                                                     | Liên minh Dân chủ Quốc gia (từ năm 1998) |
|      | Đảng Nhân dân                       | 3                       | 2 năm                          | V. P. Singh, H. D. Deve Gowda và I. K. Gujral                                                             | Mặt trận Quốc gia (1989–1990) Mặt trận thống nhất (1996–1998) |
|      | Đảng Nhân dân                       | 1                       | 2 năm                          | Morarji Desai                                                                                             | Đảng Nhân dân |
|      | Đảng Nhân dân (Thế tục)             | 1                       | <1 năm                         | Charan Singh                                                                                              | Đảng Nhân dân |
|      | Đảng Nhân dân Samajwadi (Rashtriya) | 1                       | <1 năm                         | Chandra Shekhar                                                                                           | Đảng Nhân dân Với sự ủng hộ của Đảng Quốc đại Ấn Độ |

## Quy định hiến pháp
Hiến pháp Ấn Độ quy định thủ tướng là người đứng đầu Hội đồng Bộ trưởng Liên bang, có nhiệm vụ giúp việc, tham mưu cho tổng thống thực hiện nhiệm vụ và quyền hạn của mình:
Quyền hành pháp của Ấn Độ được trao cho tổng thống và được tổng thống thực hiện trực tiếp hoặc thông qua các quan chức cấp dưới theo Hiến pháp.— Điều 53(1) Hiến pháp Ấn Độ

Hội đồng Bộ trưởng do thủ tướng đứng đầu, có nhiệm vụ giúp đỡ và tham mưu cho tổng thống. Tổng thống thực hiện nhiệm vụ và quyền hạn của mình theo sự tham mưu của Hội đồng Bộ trưởng.— Điều 74(1) Hiến pháp Ấn Độ

Thủ tướng do tổng thống bổ nhiệm và những bộ trưởng khác do tổng thống bổ nhiệm theo đề nghị của thủ tướng.— Điều 75(1) Hiến pháp Ấn Độ

Giống như hầu hết các nền dân chủ đại nghị, tổng thống không can thiệp vào chính trị miễn là chính phủ và Quốc hội tuân thủ hiến pháp và pháp quyền. Thủ tướng là người đứng đầu chính phủ và thực hiện quyền hành pháp. Điều 60 Hiến pháp Ấn Độ quy định tổng thống có nhiệm vụ bảo vệ Hiến pháp và pháp luật. Trong hiến pháp Ấn Độ, thủ tướng chỉ được đề cập đến tại bốn điều (điều 74, 75, 78 và 366). Thủ tướng phải được Viện Nhân dân tín nhiệm.

## Bổ nhiệm, nhiệm kỳ và bãi nhiệm

### Tiêu chuẩn
Điều 75 và Điều 84 Hiến pháp Ấn Độ quy định tiêu chuẩn của thủ tướng:
- Có quốc tịch Ấn Độ.
- Là thành viên Viện Nhân dân hoặc Viện Liên bang. Nếu được bổ nhiệm làm thủ tướng mà không phải là thành viên Viện Nhân dân hay Viện Liên bang tại thời điểm được bổ nhiệm thì người đó phải trở thành thành viên của một trong hai viện chậm nhất là sáu tháng.
- Đủ 25 tuổi trở lên nếu là thành viên Viện Nhân dân, hoặc đủ 30 tuổi trở lên nếu là thành viên Viện Liên bang.
- Không kiêm nhiệm chức vụ công nào dưới chính phủ liên bang hoặc chính quyền bang hoặc bất cứ cơ quan chính quyền địa phương hoặc cơ quan nào khác chịu sự kiểm soát của bất cứ chính phủ, chính quyền nào nói trên.

### Tuyên thệ nhậm chức và bảo mật

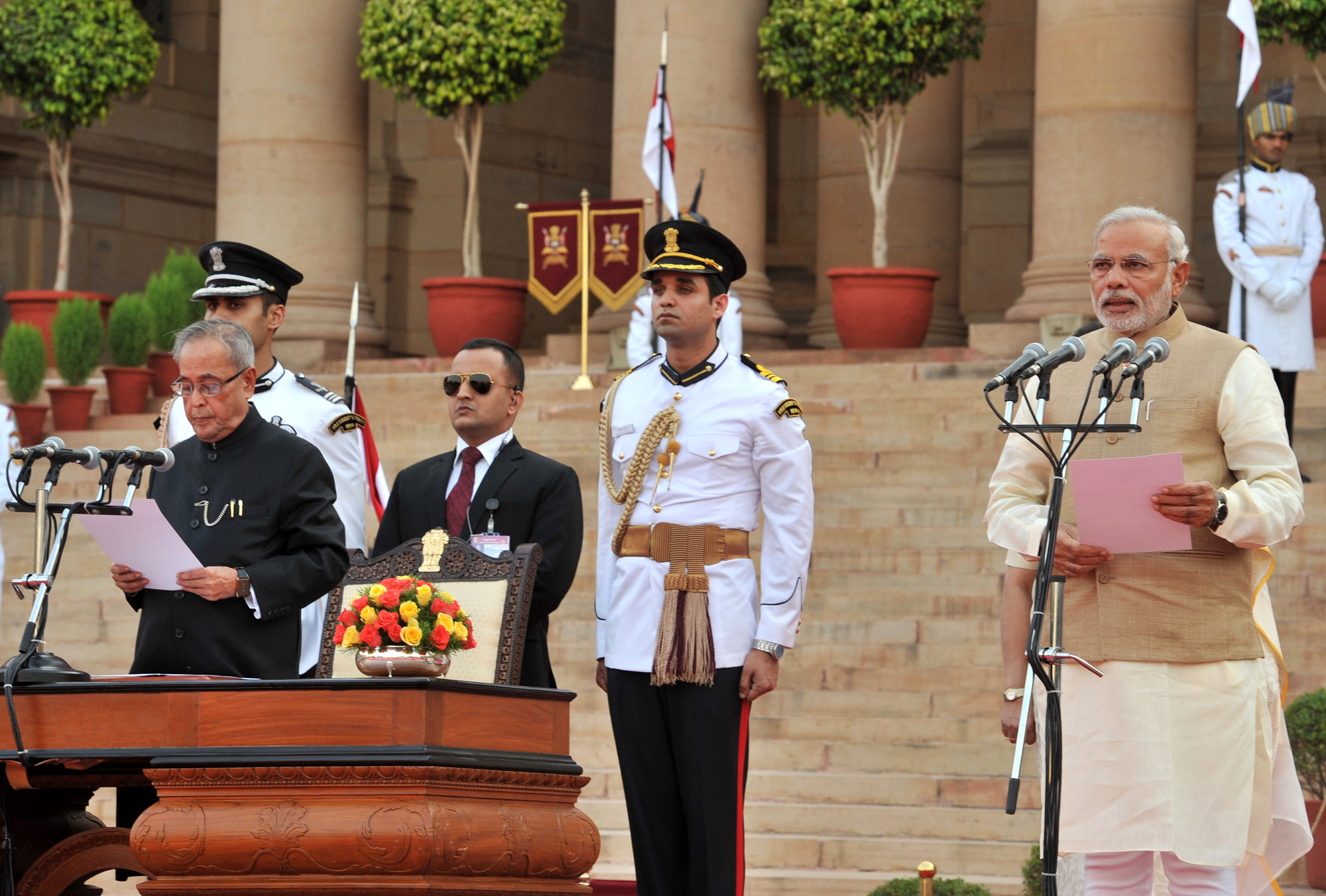
Lễ tuyên thệ nhậm chức đầu tiên của Narendra Modi, năm 2014

Thủ tướng phải tuyên thệ nhậm chức, tuyên thệ bảo mật và ký lời thề trước sự chứng kiến của tổng thống theo quy định của Phụ lục 3 Hiến pháp Ấn Độ:

Lời tuyên thệ nhậm chức như sau:
Tôi, <tên>, xin tuyên thệ nhân danh Thượng đế/trang trọng khẳng định rằng tôi sẽ trung thành với Hiến pháp Ấn Độ, duy trì chủ quyền, sự toàn vẹn của Ấn Độ, trung thành, tận tâm thực hiện nhiệm vụ của mình với tư cách là Thủ tướng Ấn Độ và đối xử đúng mực với mọi người theo Hiến pháp, pháp luật một cách chí công vô tư.— Phần I Phụ lục 3 Hiến pháp Ấn Độ

Lời tuyên thệ bảo mật như sau:
Tôi, <tên>, xin tuyên thệ nhân danh Thượng đế/trang trọng khẳng định rằng tôi sẽ không trực tiếp hoặc gián tiếp truyền đạt hoặc tiết lộ cho bất cứ ai về bất cứ việc gì mà tôi sẽ xem xét hoặc sẽ được biết với tư cách là Thủ tướng Ấn Độ trừ khi được yêu cầu để thực hiện nhiệm vụ của tôi với tư cách là Thủ tướng.— Phần II Phụ lục 3 Hiến pháp Ấn Độ

### Nhiệm kỳ và bãi nhiệm
Nhiệm kỳ của thủ tướng kết thúc khi quá nửa số thành viên Viện Nhân dân biểu quyết bất tín nhiệm thủ tướng. Ba thủ tướng (I. K. Gujral, H. D. Deve Gowda và Atal Bihari Vajpayee) đã bị Viện Nhân dân bãi nhiệm sau khi bỏ phiếu bất tín nhiệm. Ngoài ra, thủ tướng có thể từ chức; Morarji Desai là thủ tướng đầu tiên từ chức.
Thủ tướng mà không còn đủ tiêu chuẩn làm thành viên Quốc hội theo Luật Đại biểu nhân dân năm 1951 thì không được giữ chức vụ thủ tướng nữa.

## Nhiệm vụ và quyền hạn

### Hành pháp

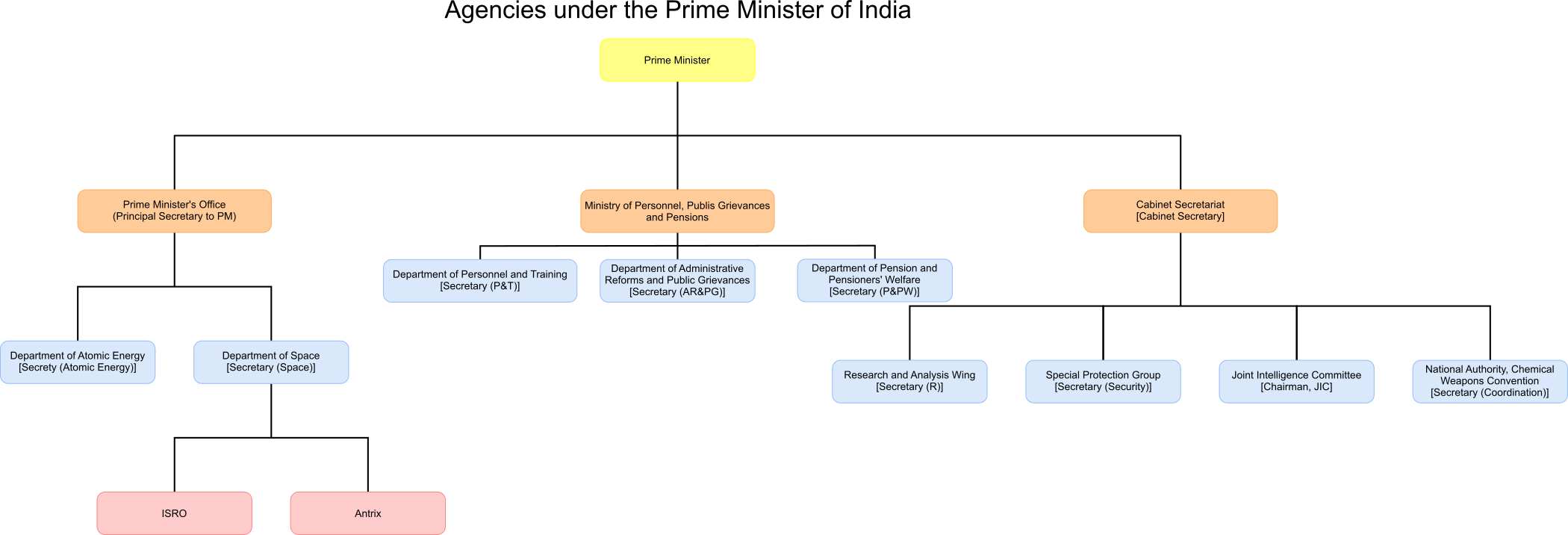
Những cơ quan trực thuộc thủ tướng

Thủ tướng lãnh đạo hoạt động của chính phủ Ấn Độ và thực hiện quyền hành pháp. Tùy theo điều kiện, tổng thống Ấn Độ mời một người được đa số thành viên Viện Nhân dân tín nhiệm thành lập chính phủ Ấn Độ. Thủ tướng đề cử các thành viên Hội đồng Bộ trưởng cho tổng thống bổ nhiệm. Thủ tướng cũng quyết định một nhóm bộ trưởng nòng cốt (được gọi là nội các) giữ những trọng trách và bộ quan trọng.
Thủ tướng có nhiệm vụ giúp và tham mưu cho tổng thống trong việc phân công nhiệm vụ cho các bộ, ban, ngành. Ban Thư ký Nội các chịu trách nhiệm phối hợp hoạt động của chính phủ. Thủ tướng có thể đảm nhận một số nhiệm vụ nhất định nếu không được phân công cho những thành viên khác trong Nội các.
Thủ tướng lên lịch và tham dự phiên họp của các viện Quốc hội sau khi tham khảo ý kiến của Nội các và phải trả lời chất vấn của các thành viên Quốc hội.
Một số bộ, ban, ngành là do thủ tướng đứng đầu. Ví dụ:
- Bộ Nhân sự, Khiếu nại và Lương hưu
- Ban Thư ký Nội các
- Ủy ban Bổ nhiệm Nội các
- Ủy ban An ninh Nội các
- Ủy ban Kinh tế Nội các
- Ủy ban Chính sách
- Cục Năng lượng nguyên tử
- Cục Không gian
- Cục Chỉ huy hạt nhân

Thủ tướng thay mặt cho Ấn Độ trong các phái đoàn, cuộc họp cấp cao và những tổ chức quốc tế yêu cầu sự tham dự của người đứng đầu chính phủ. Thủ tướng phát biểu trước toàn dân về các vấn đề quan trọng của Ấn Độ hoặc những vấn đề khác.

#### Hành chính và bổ nhiệm
Thủ tướng đề nghị tổng thống bổ nhiệm những chức danh sau đây:
- Ủy viên trưởng và các ủy viên Ủy ban Bầu cử
- Tổng Kiểm toán
- Chủ tịch và các ủy viên Ủy ban Công chức Liên bang
- Ủy viên trưởng và các ủy viên Ủy ban Thông tin Trung ương
- Chủ tịch và các ủy viên Ủy ban Tài chính
- Tổng Chưởng lý và Chuyên viên chính sách pháp luật

Là chủ tịch Ủy ban Bổ nhiệm Nội các, thủ tướng quyết định việc bổ nhiệm những cán bộ cấp cao sau khi tham khảo ý kiến của Ban Tuyển chọn cán bộ cấp cao do Thư ký Nội các đứng đầu, chẳng hạn như thư ký, thư ký phụ và thư ký chung trong chính phủ. Ngoài ra, thủ tướng quyết định việc bổ nhiệm các nhân sự quân đội cấp cao như Tổng tham mưu trưởng Lục quân, Tổng tham mưu trưởng Không quân, Tổng tham mưu trưởng Hải quân và chỉ huy bộ tư lệnh tác chiến, huấn luyện. Ủy ban Bổ nhiệm Nội các cũng quyết định việc điều động sĩ quan Cục Cảnh sát Ấn Độ, là cơ quan cung cấp biên chế cho hầu hết các vị trí cảnh sát cấp cao ở cấp liên bang và cấp bang.
Là bộ trưởng Bộ Nhân sự, Khiếu nại và Lương hưu, thủ tướng lãnh đạo Cục Hành chính Ấn Độ, là cơ quan công chức hàng đầu của Ấn Độ, cung cấp biên chế cho hầu hết các vị trí cấp cao trong chính quyền, Ban Tuyển chọn doanh nghiệp công và Cục Điều tra Trung ương, ngoại trừ giám đốc Cục Điều tra Trung ương, người được chọn bởi một ủy ban gồm thủ tướng như chủ tịch, lãnh đạo phe đối lập tại Viện Nhân dân và chánh án Ấn Độ.
Thủ tướng không trực tiếp bổ nhiệm thẩm phán mà phải thông qua một hội đồng thẩm phán gồm Chánh án Ấn Độ, bốn thẩm phán cấp cao nhất của Tòa án Tối cao Ấn Độ và chánh án hoặc thẩm phán cấp cao nhất của tòa án cấp cao của bang và lãnh thổ có liên quan. Chính phủ có quyền đề nghị hội đồng thẩm phán xem xét lại danh sách đề cử nhưng hội đồng thẩm phán vẫn có thể đề cử lại những thẩm phán bị chính phủ từ chối.

### Lập pháp
Thủ tướng là lãnh đạo của viện Quốc hội (thường là Viện Nhân dân) mà ông ấy là thành viên, có nhiệm vụ đại diện cho chính phủ tại Quốc hội, trình những dự luật quan trọng và trả lời những chất vấn của phe đối lập. Điều 85 Hiến pháp Ấn Độ quy định tổng thống có quyền triệu tập và ngừng kỳ họp bất thường của Quốc hội theo đề nghị của thủ tướng và Hội đồng Bộ trưởng nên trên thực tế thủ tướng một phần kiểm soát chương trình nghị sự của Quốc hội.

## Ngôn ngữ làm việc của Phủ Thủ tướng
Ngoài tiếng Anh và tiếng Hindi, trang web của Phủ Thủ tướng sử dụng 11 trong số 22 ngôn ngữ chính thức của Ấn Độ là tiếng Assam, tiếng Bengal, tiếng Gujarat, tiếng Kannada, tiếng Malayalam, tiếng Meitei, tiếng Marath, tiếng Odia, tiếng Punjab, tiếng Tamil và tiếng Telugu.

## Chế độ đãi ngộ
Điều 75 Hiến pháp Ấn Độ quy định Quốc hội định kỳ quyết định lương và những chế độ khác của thủ tướng và những bộ trưởng khác. Trước đó, lương của thủ tướng và những bộ trưởng khác được quy định tại Phần B Phụ lục 2 Hiến pháp Ấn Độ nhưng bị một sửa đổi hiến pháp bãi bỏ.
| Thời điểm         | Tổng số tiền rupee Ấn Độ (₹) | Tổng số tiền đô la Mỹ ($) |
| ----------------- | ---------------------------- | ------------------------- |
| Tháng 10 năm 2009 | ₹100.000                     | $1.400                    |
| Tháng 10 năm 2010 | ₹135.000                     | $1.900                    |
| Tháng 7 năm 2012  | ₹160.000                     | $2.200                    |
| Nguồn:            |                              |                           |

### Nơi ở
Số 7 Lok Kalyan Marg tại New Delhi, là nơi ở và làm việc chính thức của thủ tướng Ấn Độ.
Nơi ở của Nehru là Nhà Teen Murti. Lal Bahadur Shastri chọn số 10 Janpath làm nơi ở chính thức. Indira Gandhi ở tại số 1 đường Safdarjung. Rajiv Gandhi là thủ tướng đầu tiên chọn số 7 Lok Kalyan Marg làm nơi ở chính thức, được những thủ tướng tiếp theo tiếp tục sử dụng.

### Đi lại

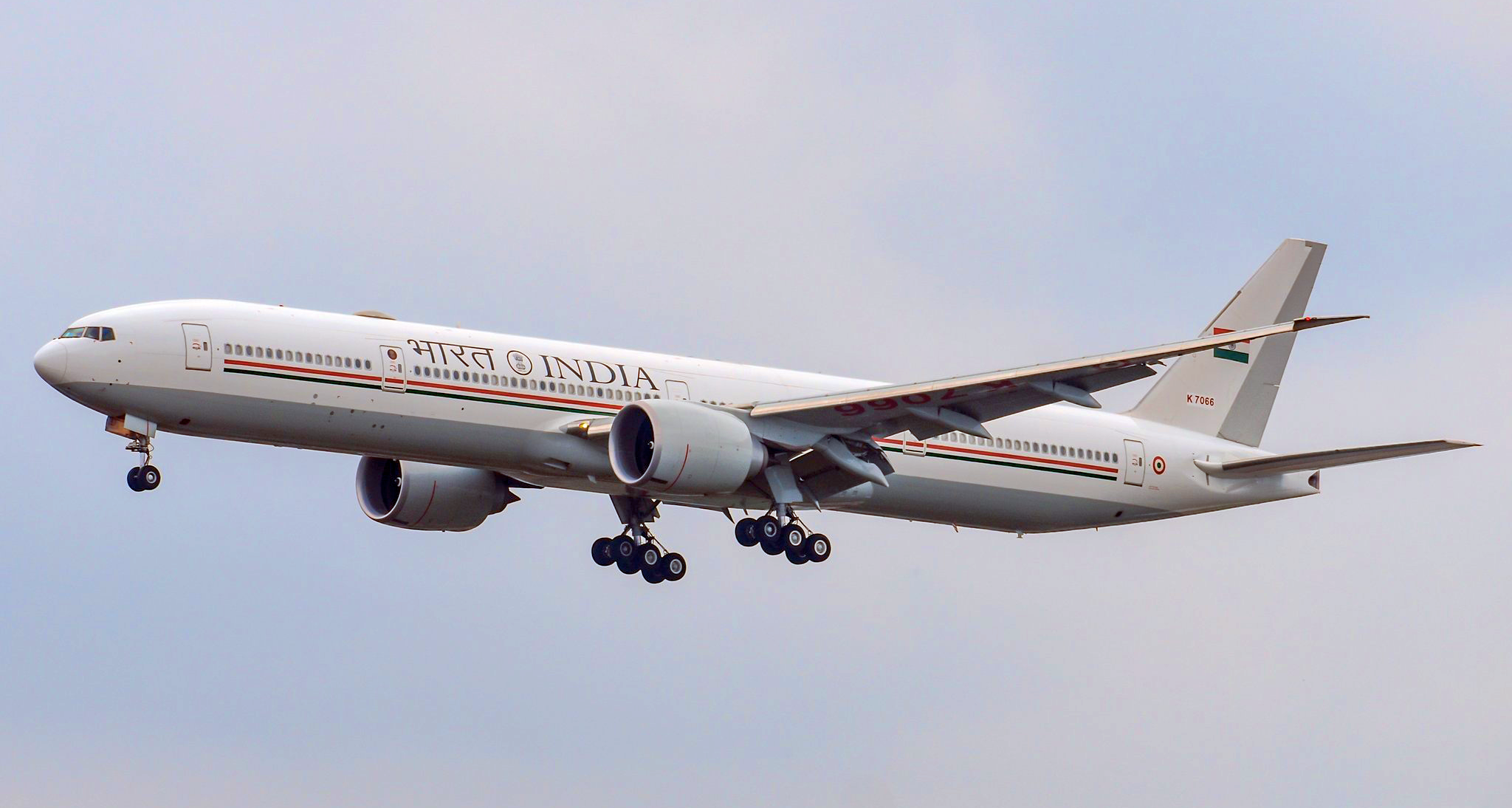
Air India One Boeing 777-300ER (K7066)

Đối với di chuyển trên bộ, thủ tướng sử dụng một chiếc xe Range Rover bọc thép, được cải tiến cao. Đoàn xe hộ tống thủ tướng gồm một nòng cốt có ít nhất ba xe BMW 7 Series bọc thép, hai xe Range Rover bọc thép, 8-10 xe BMW X5, sáu xe Toyota Fortuner / Land Cruiser và ít nhất hai xe cứu thương Mercedes-Benz Sprinter .
Đối với di chuyển trên không, thủ tướng sử dụng máy bay Boeing 777-300ER có số hiệu điều khiển không lưu Air India One (AI-1 hoặc AIC001). Trên những quãng đường ngắn, thủ tướng sử dụng một số máy bay trực thăng, chẳng hạn như Mil Mi-8. Những máy bay của thủ tướng được Không quân Ấn Độ bảo dưỡng, vận hành.

### Cảnh vệ

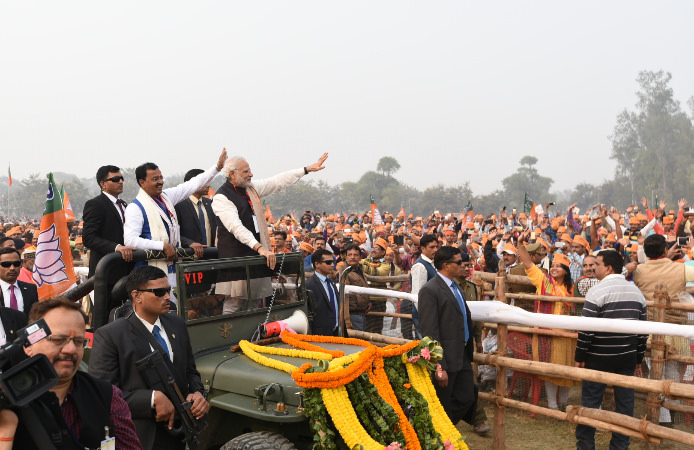
Đặc vụ Tổ Cảnh vệ đặc biệt có vũ trang hộ tống Thủ tướng Narendra Modi tại Varanasi, năm 2017

Tổ Cảnh vệ đặc biệt có nhiệm vụ bảo vệ thủ tướng đương nhiệm và gia đình của thủ tướng với sự hỗ trợ của Lực lượng Cảnh sát dự bị trung ương, Bộ đội Biên phòng và Cảnh sát Delhi đối với nơi ở.

### Nơi làm việc
Phủ Thủ tướng là nơi làm việc chính của thủ tướng, tọa lạc tại Tòa Nam của Tòa nhà Ban Thư ký Nội các, gồm 20 phòng, bên cạnh là Văn phòng Nội các, Bộ Quốc phòng và Bộ Ngoại giao. Phủ Thủ tướng do Chánh Thư ký Thủ tướng đứng đầu, thường là một cựu công chức đến từ Cục Hành chính Ấn Độ, hiếm khi đến từ Cục Ngoại giao Ấn Độ.

## Gia đình

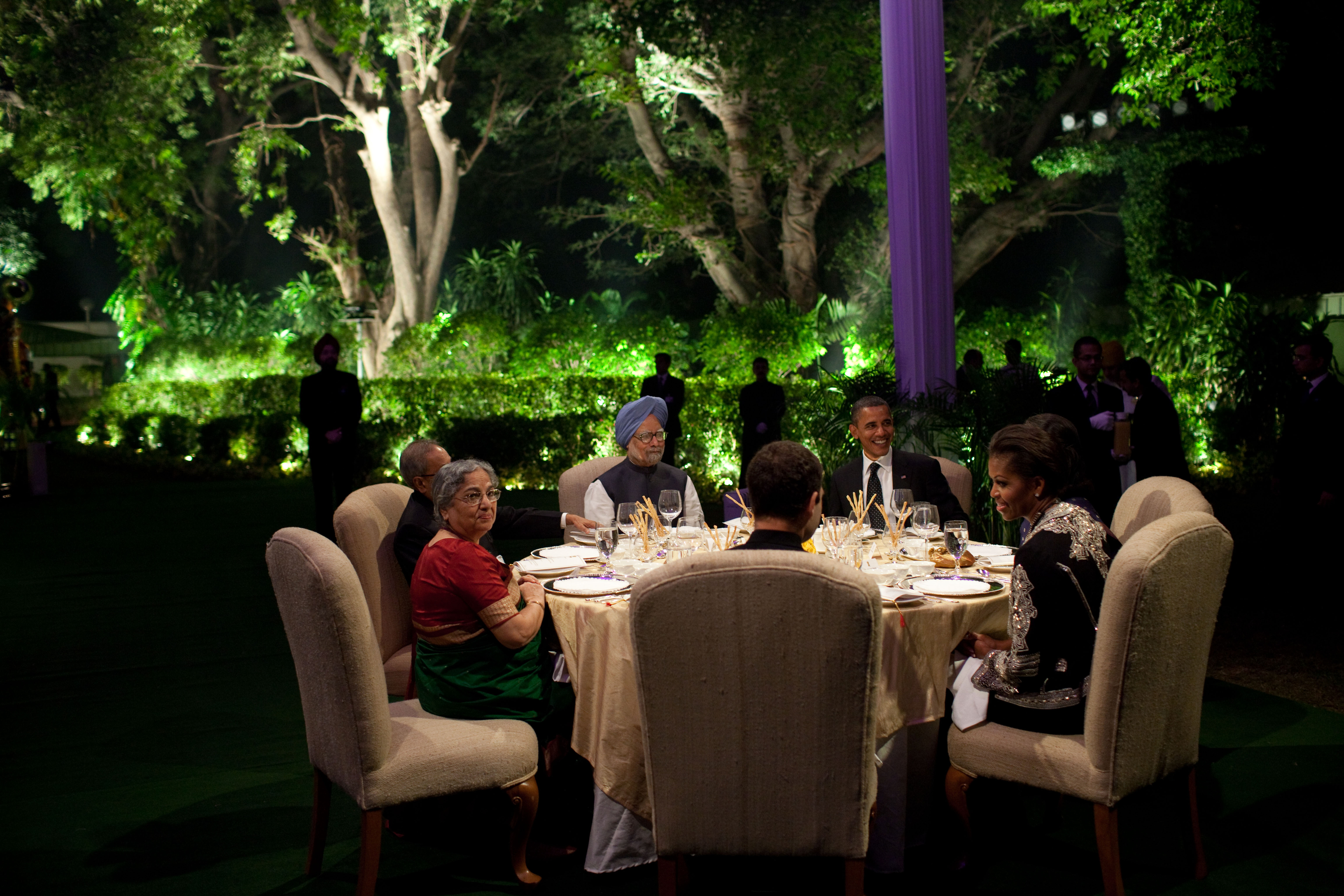
Manmohan Singh và phu nhân Gursharan Kaur đón tiếp Tổng thống Hoa Kỳ Barack Obama và phu nhân Michelle Obama tại nơi ở của họ vào ngày 7 tháng 11 năm 2010. Ngồi bên trái bà Obama là Rahul Gandhi, ngồi bên phải bà là Sonia Gandhi, cả hai đều là thành viên gia đình của nguyên thủ tướng Rajiv Gandhi.

Phu nhân thủ tướng đôi khi đi cùng thủ tướng trong các chuyến công du nước ngoài. Gia đình thủ tướng cũng được Tổ Cảnh vệ đặc biệt bảo vệ cho đến năm 2019 khi Luật Tổ Cảnh vệ đặc biệt (sửa đổi) được thông qua. Gia đình thủ tướng nổi tiếng nhất là gia tộc Nehru–Gandhi, đã sản sinh ra ba thủ tướng, Jawaharlal Nehru, Indira Gandhi và Rajiv Gandhi. Nhiều thành viên trong gia đình của các nguyên thủ tướng là chính trị gia.

## Hậu nhiệm kỳ
Nguyên thủ tướng được cấp một ngôi biệt thự và được hưởng các chế độ đãi ngộ giống như một bộ trưởng đương nhiệm, bao gồm một đội ngũ 14 thư ký trong thời hạn năm năm, hoàn trả chi phí văn phòng, sáu vé máy bay nội địa hạng thương gia mỗi năm và một lực lượng cảnh vệ từ quân đội và cảnh sát.
Ngoài ra, nguyên thủ tướng xếp thứ bảy theo thứ tự ưu tiên của Ấn Độ, tương đương với thủ hiến của các bang và bộ trưởng. Là một thành viên Quốc hội, thủ tướng cũng nhận được lương hưu sau khi hết nhiệm kỳ. Năm 2015, một cựu thành viên Quốc hội nhận được mức lương hưu tối thiểu là ₹20000 (US$310) mỗi tháng, cộng thêm ₹1500 (US$23) đối với mỗi năm giữ chức vụ nếu đã là thành viên Quốc hội ít nhất năm năm.

### Qua đời

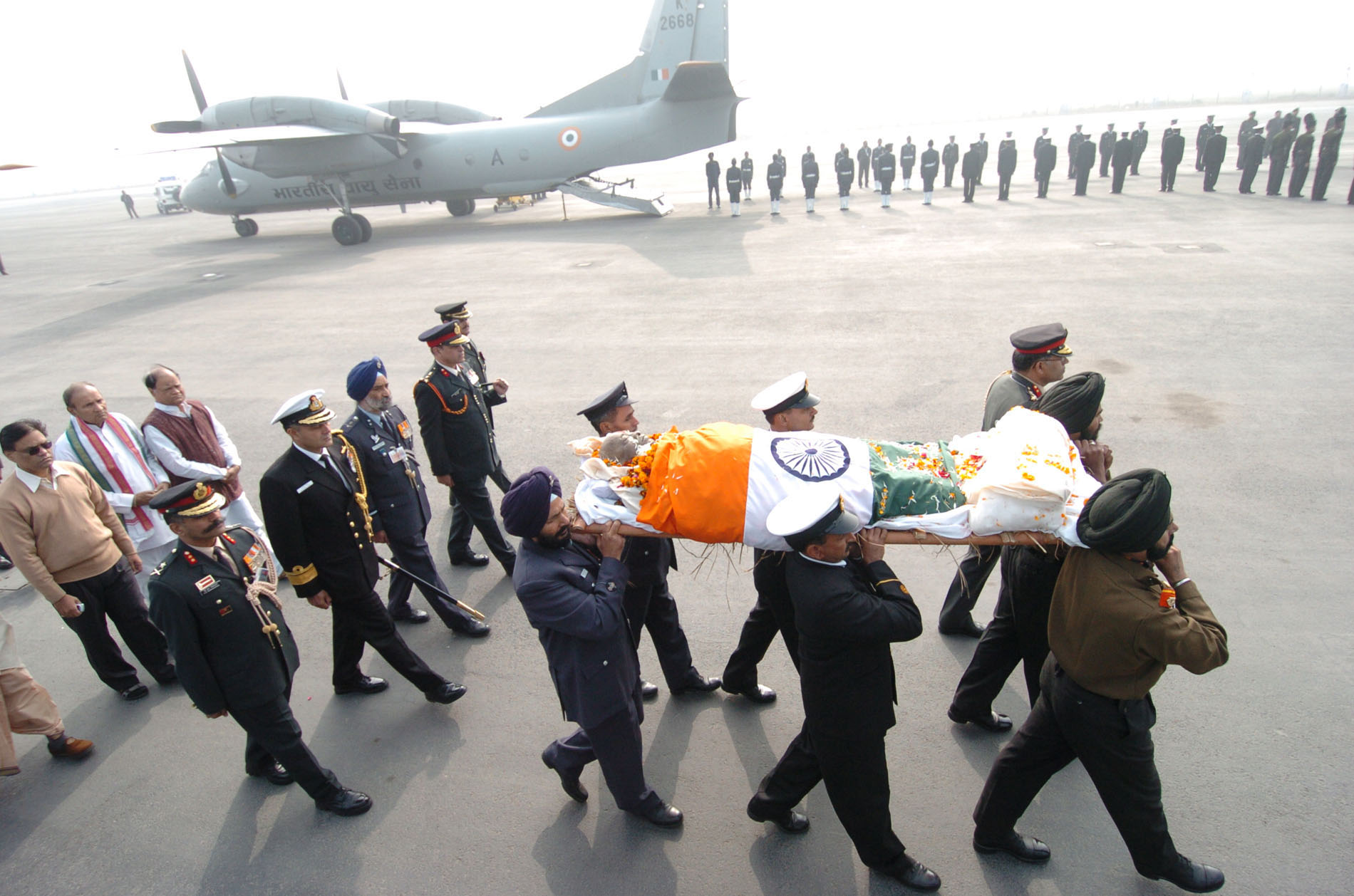
Di hài cố thủ tướng P. V. Narasimha Rao, được liệm bằng quốc kỳ Ấn Độ, được nhân viên các quân chủng Quân đội Ấn Độ khiêng tại Sân bay Palam, Delhi, trên đường đến Hyderabad để hỏa táng, ngày 24 tháng 12 năm 2004

Thủ tướng và các nguyên thủ tướng được tổ chức quốc tang khi qua đời. Theo thường lệ, các bang và vùng lãnh thổ của Ấn Độ sẽ chỉ đạo tưởng nhớ 1 ngày một nguyên thủ tướng qua đời.